# Ducado de Salzburgo
El ducado de Salzburgo (del alemán: Herzogtum Salzburg) fue un territorio de la corona de Cisleitania del Imperio austríaco desde 1849-1918. Su capital estaba en Salzburgo, mientras que otras ciudades del ducado incluían Zell am See y Gastein.

## Historia
El arzobispado de Salzburgo fue secularizado en 1803 como Electorado de Salzburgo, pero el breve principado fue anexionado al Imperio austríaco en 1805. Después de las guerras napoleónicas, el territorio se Salzburgo fue administrado desde Linz como departamento de Salzach dentro del Archiducado de la Alta Austria.
Después de las revoluciones de 1848, el territorio de Salzburgo fue separado de la Alta Austria y se convirtió en un nuevo territorio de la corona, el Ducado de Salzburgo, en 1849. En 1867 se convirtió en parte de Austria-Hungría.
Con la caída de la imperial y real (kaiserlich und königlich) Casa de Habsburgo en 1918, el ducado fue sucedido por el estado de Salzburgo, parte de la primera Austria Alemana y después de la Primera República Austríaca.